# Unión Deportiva Ibiza
Unión Deportiva Ibiza (em catalão: Unió Esportiva Eivissa) é um clube de futebol espanhol com sede na cidade de Ibiza, na ilha de mesmo nome que integra a comunidade autônoma das Baleares. Atualmente, disputa a Segunda Divisão nacional.
Fundado em 2015, manda seus jogos no Estádio Municipal de Can Misses, que possui capacidade para 4.500 lugares. As cores do clube são azul-celeste e branco.

## História
Sucessor do SD Ibiza-Eivissa, fundado em 1995 e extinto em 2010 por problemas financeiros, disputou a Preferente Regional de Ibiza-Formentera por 2 temporadas e conquistou o acesso à Tercera División (quarta divisão) de 2017–18. Ficou em terceiro lugar no grupo 11, mas foi promovido à Segunda División B após a exclusão do Lorca.
Pela terceira divisão espanhola, o Ibiza participou de 3 edições e garantiu sua vaga na Segunda Divisão de 2021–22, superando Barcelona B e FC Andorra nos playoffs.
Na Copa del Rey, foram 3 participações: em 2019–20, eliminou Pontevedra e Albacete, enfrentando o Barcelona pela fase de 32-avos. Os Celestes surpreenderam ao abrirem o placar com Javi Pérez, mas 2 gols de Antoine Griezmann garantiram a classificação do time catalão.
Na edição de 2020–21, superou Compostela e Celta de Vigo, caindo novamente nos 32-avos de final, desta vez para o Athletic Bilbao.

## Elenco atual
21 de junho de 2022
Nota: Bandeiras indicam equipe nacional, conforme definido pelas regras de elegibilidade da FIFA. Os jogadores podem ter mais de uma nacionalidade não-FIFA.
| N.º |         | Posição | Jogador                                     |
| --- | ------- | ------- | ------------------------------------------- |
| 1   | Espanha | G       | Germán Parreño                              |
| 2   | Espanha | D       | Fran Grima (capitão)                        |
| 3   | Espanha | D       | David Morillas                              |
| 4   | Espanha | D       | David Goldar                                |
| 5   | Espanha | D       | Rubén González                              |
| 6   | Espanha | D       | Álex Gálvez                                 |
| 7   | Espanha | A       | Davo                                        |
| 8   | Espanha | M       | Manu Molina                                 |
| 9   | Espanha | M       | Nolito                                      |
| 10  | Espanha | A       | Ekain Zenitagoia                            |
| 11  | Espanha | A       | Miguel Ángel Guerrero                       |
| 12  | Espanha | D       | Juan Ibiza                                  |
| 13  | Espanha | G       | Álex Domínguez (emprestado pelo Las Palmas) |
| 14  | Espanha | M       | Javi Pérez                                  |

| N.º |           | Posição | Jogador                                       |
| --- | --------- | ------- | --------------------------------------------- |
| 15  | Espanha   | M       | Javi Lara                                     |
| 16  | Espanha   | M       | Raúl Sánchez                                  |
| 17  | Espanha   | A       | Sergio Castel                                 |
| 18  | Senegal   | M       | Pape Diop                                     |
| 19  | Espanha   | M       | Álvaro Jiménez (emprestado pelo Cádiz)        |
| 20  | Martinica | M       | Kevin Appin                                   |
| 21  | Espanha   | A       | Cristian Herrera                              |
| 22  | Espanha   | A       | Miki Villar                                   |
| 23  | Espanha   | D       | Cifu                                          |
| 24  | Argentina | D       | Gonzalo Escobar                               |
| 26  | Espanha   | G       | Jorge Chanza                                  |
|     | Brasil    | G       | Daniel Fuzato                                 |
|     | Polónia   | A       | Mateusz Bogusz (emprestado pelo Leeds United) |

## Temporadas
| Temporada | Nível | Divisão    | Posição | Copa del Rey     |
| --------- | ----- | ---------- | ------- | ---------------- |
| 2015–16   | 5     | Reg. Pref. | 4º      |                  |
| 2016–17   | 5     | Reg. Pref. | 1º      |                  |
| 2017–18   | 4     | 3ª         | 3º      |                  |
| 2018–19   | 3     | 2ª B       | 6º      |                  |
| 2019–20   | 3     | 2ª B       | 2º      | 32-avos de final |
| 2020–21   | 3     | 2ª B       | 1º / 1º | 32-avos de final |
| 2021–22   | 2     | 2ª         | 15º     | Segunda fase     |
| 2022–23   | 2     | 2ª         |         |                  |

- 2 temporadas na Segunda División
- 3 temporadas na Segunda División B
- 1 temporada na Tercera División
- 2 temporadas nas Categorias Regionais

## Links
- Site oficial (em castelhano)